# Pierre Pingré
Pierre Pingré (né à Paris vers 1615, mort le 3 décembre 1662) est un prêtre français, devenu évêque de Toulon de 1658 à 1662.

## Biographie
Pierre Pingré est baptisé à Paris dans l'église Saint-Jean-en-Grève le 18 février 1615. C'est le fils d'Henri Pingré, trésorier de France à Amiens, et d'Isabelle Raguenart. On connaît peu de chose de son éducation, sinon qu'il est titulaire d'une licence in utroque jure de l'université d'Orléans. Il effectue une carrière d'une vingtaine d'années comme conseiller à la cour des aides. Toutefois, contrairement à son prédécesseur, on ne connaît pas les raisons exactes de son changement d'orientation, mais il semble qu'il soit lié à la Fronde. Il devient prêtre en 1652, chanoine de Notre-Dame de Paris, aumônier du roi et protonotaire apostolique.  
Il conclut un « contrat de permutation » le 28 juillet 1657 avec l'évêque de Toulon, Jacques Danes, qui avait contresigné en 1627 le contrat de mariage de Catherine la sœur de Pierre Pingré à titre d'ami. L'acte prévoit l'échange du siège épiscopal de Toulon contre le prieuré Saint-Pierre-et-Saint-Paul de Souvigny dont Henri Pingré est le commendataire. Il est nommé évêque de Toulon en 1658, confirmé en juin, et consacré le 12 janvier 1659. Il meurt moins de quatre ans après, le 3 décembre 1662.